# Сен-Бри-де-Буа
Сен-Бри-де-Буа́ (фр. Saint-Bris-des-Bois) — коммуна во Франции, находится в регионе Пуату — Шаранта. Департамент коммуны — Шаранта Приморская. Входит в состав кантона Бюри. Округ коммуны — Сент.
Код INSEE коммуны — 17313.

## Население
Население коммуны на 2010 год составляло 406 человек.
| 1962 | 1968 | 1975 | 1982 | 1990 | 1999 | 2010 |
| ---- | ---- | ---- | ---- | ---- | ---- | ---- |
| 237  | 260  | 267  | 285  | 359  | 392  | 406  |